# Oberzell (Sinntal)
Oberzell ist ein Ortsteil der Gemeinde Sinntal im osthessischen Main-Kinzig-Kreis. 

## Geographische Lage
Oberzell liegt im Tal der Schmalen Sinn in der Rhön. Südlich des Ortes erhebt sich der 585 Meter hohe Haag, die höchste Erhebung des Main-Kinzig-Kreises. Der historische Ortskern von Oberzell wuchs als Pfarrdorf um die zentral gelegene Kirche, daneben gibt es einen zweiten Siedlungskern um eine ehemalige Ziegelhütte an der Landstraße nach Fulda.
Oberzell grenzt im Norden an Heubach, im Nordwesten an Gundhelm, im Westen an Weichersbach und im Süden an Züntersbach. Im Osten liegt die Staatsgrenze zu Bayern und dem dortigen Ort Speicherz.

## Geschichte

### Ortsgeschichte
Die älteste bekannte schriftliche Erwähnung von Oberzell erfolgte unter dem Namen Cella im Jahr 1167, als in einer Urkunde der Bischof von Würzburg die Besitzungen des Klosters Schlüchtern bestätigte. Im Jahr 1331 besaß der Abt von Schlüchtern den Zehnten aus der Pfarrei Oberzell. Der Ort gehörte zum Gericht Altengronau, das 1333 als Reichslehen aus einer Erbschaft vom Haus Rieneck an die Herrschaft Hanau kam. Aus dem Gericht entstand im 15. Jahrhundert das Amt Schwarzenfels der Grafschaft Hanau, ab 1459 die Grafschaft Hanau-Münzenberg.
1643 wurde das Amt Schwarzenfels – und damit auch Oberzell – als Pfand zusammen mit anderen Sicherheiten der Landgrafschaft Hessen-Kassel übergeben. Es sollte für Hanauer Schulden bürgen, die im Zusammenhang mit der Befreiung der Stadt Hanau von der Belagerung durch kaiserliche Truppen 1636 gegenüber Hessen-Kassel entstanden waren. Den Grafen von Hanau gelang es nicht mehr, dieses Pfand von Hessen-Kassel zu lösen. Das Amt wurde in der Folgezeit wie landgräfliches Eigentum verwaltet, auch nachdem Hessen-Kassel 1736, nach dem Tod des letzten Hanauer Grafen, Johann Reinhard III., die gesamte Grafschaft Hanau-Münzenberg erbte.
Im Kurfürstentum Hessen gehörte Oberzell nach der Verwaltungsreform von 1821 zum Landkreis Schlüchtern. 1866 war Oberzell Teil der preußischen Provinz Hessen-Nassau.
Dem Ersten Weltkrieg fielen 33 Einwohner zum Opfer.

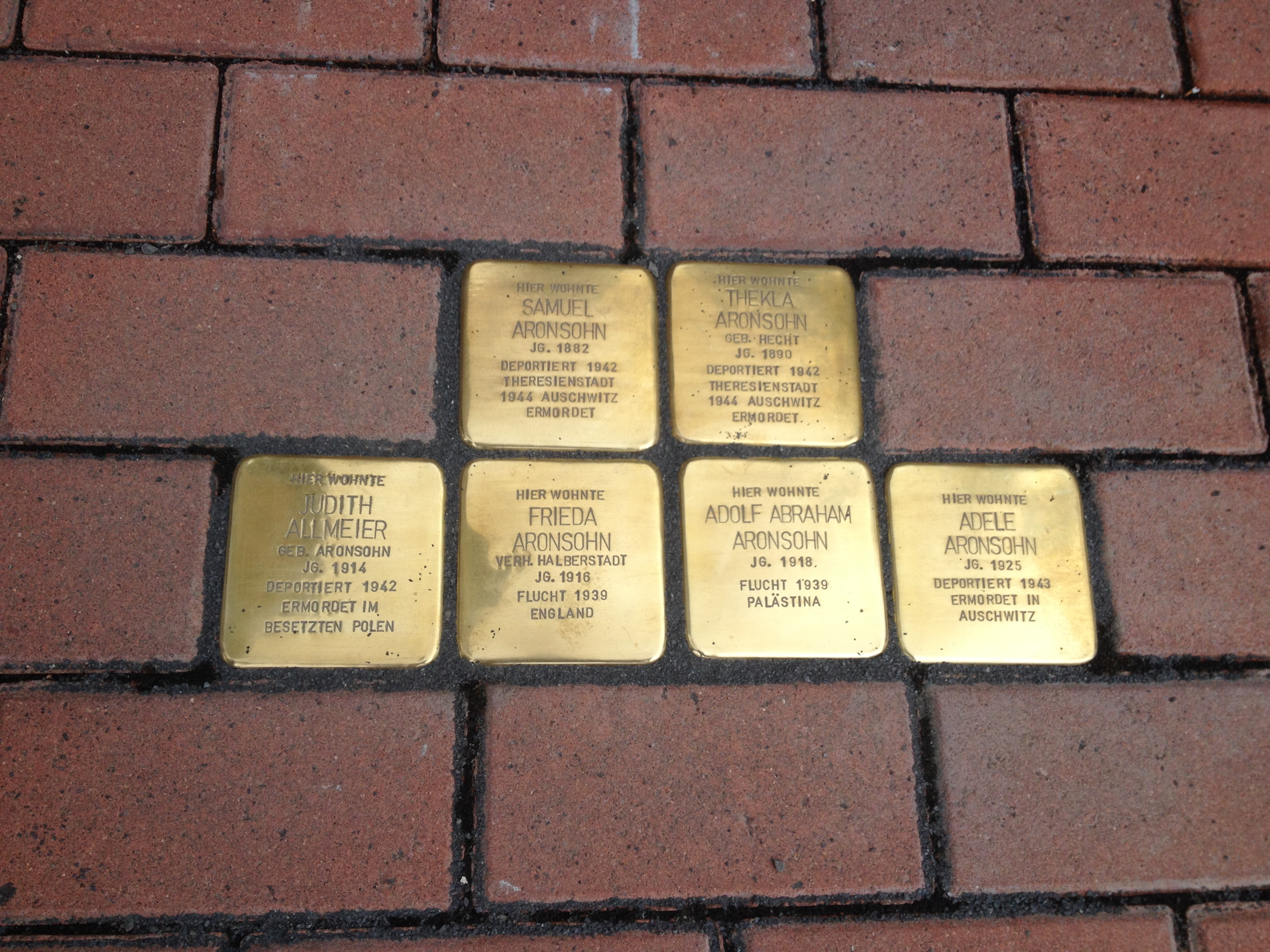
Stolpersteine zur Erinnerung an die jüdische Familie Aronsohn

Infolge der Machtübernahme der Nationalsozialisten wurde 1937 im Ortsteil Ziegelhütte ein Lager des Reichsarbeitsdienstes errichtet. Nach dem Zweiten Weltkrieg hatte Oberzell 43 Gefallene und 21 Vermisste zu beklagen. Im April 1945 wurde die Ortschaft durch Alliierte Truppen besetzt.
Hessische Gebietsreform (1970–1977)
Die bis dahin selbstständige Gemeinde Oberzell  kam im Zuge der Gebietsreform in Hessen zum 1. Juli 1974 kraft Landesgesetz als Ortsteil zur 1972 gebildeten Gemeinde Sinntal und zum neu gebildeten Main-Kinzig-Kreis. Für Oberzell wurde, wie für die übrigen Ortsteile von Sinntal, ein Ortsbezirk mit Ortsbeirat und Ortsvorsteher nach der Hessischen Gemeindeordnung gebildet.

### Verwaltungsgeschichte im Überblick
Die folgende Liste zeigt die Staaten und Verwaltungseinheiten, denen Oberzell angehört(e):
- vor 1458: Heiliges Römisches Reich, Grafschaft Hanau
- ab 1458: Heiliges Römisches Reich, Grafschaft Hanau-Münzenberg, Amt Schwarzenfels
- ab 1643: Heiliges Römisches Reich, Landgrafschaft Hessen-Kassel (als Pfand), Grafschaft Hanau-Münzenberg, Amt Schwarzenfels
- ab 1803: Heiliges Römisches Reich, Landgrafschaft Hessen-Kassel, Fürstentum Hanau, Amt Schwarzenfels[Anm. 2]
- 1806–1810: Kaiserreich Frankreich,[Anm. 3] Fürstentum Hanau, Amt Schwarzenfels (Militärverwaltung)
- 1810–1813: Großherzogtum Frankfurt, Departement Hanau, Distrikt Schwarzenfels
- ab 1816: Kurfürstentum Hessen,[Anm. 4] Fürstentum Hanau, Amt Schwarzenfels[7]
- ab 1821/22:  Kurfürstentum Hessen, Provinz Hanau, Kreis Schlüchtern[8][Anm. 5]
- ab 1848: Kurfürstentum Hessen, Bezirk Hanau
- ab 1851: Kurfürstentum Hessen, Provinz Hanau, Kreis Schlüchtern
- ab 1867: Königreich Preußen,[Anm. 6] Provinz Hessen-Nassau, Regierungsbezirk Kassel, Kreis Schlüchtern
- ab 1871: Deutsches Reich, Königreich Preußen, Provinz Hessen-Nassau, Regierungsbezirk Kassel, Kreis Schlüchtern
- ab 1918: Deutsches Reich (Weimarer Republik), Freistaat Preußen, Provinz Hessen-Nassau, Regierungsbezirk Kassel, Kreis Schlüchtern
- ab 1944: Deutsches Reich, Freistaat Preußen, Provinz Nassau, Landkreis Schlüchtern
- ab 1945: Amerikanische Besatzungszone,[Anm. 7] Groß-Hessen, Regierungsbezirk Wiesbaden, Landkreis Schlüchtern
- ab 1946: Amerikanische Besatzungszone, Hessen, Regierungsbezirk Wiesbaden, Landkreis Schlüchtern
- ab 1949: Bundesrepublik Deutschland, Hessen, Regierungsbezirk Wiesbaden, Landkreis Schlüchtern
- ab 1968: Bundesrepublik Deutschland, Hessen, Regierungsbezirk Darmstadt, Landkreis Schlüchtern
- ab 1974: Bundesrepublik Deutschland, Hessen, Regierungsbezirk Darmstadt, Main-Kinzig-Kreis, Gemeinde Sinntal[Anm. 8]

## Bevölkerung

### Einwohnerstruktur 2011
Nach den Erhebungen des Zensus 2011 lebten am Stichtag dem 9. Mai 2011 in Oberzell 978 Einwohner. Darunter waren 9 (0,9 %) Ausländer.
Nach dem Lebensalter waren 150 Einwohner unter 18 Jahren, 393 zwischen 18 und 49, 207 zwischen 50 und 64 und 228 Einwohner waren älter. Die Einwohner lebten in 366 Haushalten. Davon waren 69 Singlehaushalte, 102 Paare ohne Kinder und 162 Paare mit Kindern, sowie 24 Alleinerziehende und 9 Wohngemeinschaften. In 72 Haushalten lebten ausschließlich Senioren und in 210 Haushaltungen lebten keine Senioren.

### Einwohnerzahlen
| Quelle: Historisches Ortslexikon |                              |
| • 1549:                          | 031 Haushaltungen            |
| • 1587:                          | 030 Schützen, 20 Spießer     |
| • 1812:                          | 102 Feuerstellen, 837 Seelen |

| Oberzell: Einwohnerzahlen von 1812 bis 2020 | Oberzell: Einwohnerzahlen von 1812 bis 2020 | Oberzell: Einwohnerzahlen von 1812 bis 2020 | Oberzell: Einwohnerzahlen von 1812 bis 2020 | Oberzell: Einwohnerzahlen von 1812 bis 2020 |
| --- | ------------------------------------------- | ------------------------------------------- | ------------------------------------------- | ------------------------------------------- |
| Jahr |                                             |                                             |                                             | Einwohner                                   |
| 1812 | 1812                                        |                                             | 837                                         | 837                                         |
| 1834 | 1834                                        |                                             | 1.318                                       | 1.318                                       |
| 1840 | 1840                                        |                                             | 1.390                                       | 1.390                                       |
| 1846 | 1846                                        |                                             | 1.425                                       | 1.425                                       |
| 1852 | 1852                                        |                                             | 1.313                                       | 1.313                                       |
| 1858 | 1858                                        |                                             | 1.171                                       | 1.171                                       |
| 1864 | 1864                                        |                                             | 1.174                                       | 1.174                                       |
| 1871 | 1871                                        |                                             | 1.076                                       | 1.076                                       |
| 1875 | 1875                                        |                                             | 1.016                                       | 1.016                                       |
| 1885 | 1885                                        |                                             | 923                                         | 923                                         |
| 1895 | 1895                                        |                                             | 832                                         | 832                                         |
| 1905 | 1905                                        |                                             | 876                                         | 876                                         |
| 1910 | 1910                                        |                                             | 885                                         | 885                                         |
| 1925 | 1925                                        |                                             | 849                                         | 849                                         |
| 1939 | 1939                                        |                                             | 1.086                                       | 1.086                                       |
| 1946 | 1946                                        |                                             | 1.213                                       | 1.213                                       |
| 1950 | 1950                                        |                                             | 1.139                                       | 1.139                                       |
| 1956 | 1956                                        |                                             | 980                                         | 980                                         |
| 1961 | 1961                                        |                                             | 972                                         | 972                                         |
| 1967 | 1967                                        |                                             | 1.017                                       | 1.017                                       |
| 1970 | 1970                                        |                                             | 1.063                                       | 1.063                                       |
| 1979 | 1979                                        |                                             | 1.080                                       | 1.080                                       |
| 1990 | 1990                                        |                                             | 1.116                                       | 1.116                                       |
| 1995 | 1995                                        |                                             | 1.089                                       | 1.089                                       |
| 2000 | 2000                                        |                                             | 1.124                                       | 1.124                                       |
| 2005 | 2005                                        |                                             | 1.066                                       | 1.066                                       |
| 2010 | 2010                                        |                                             | 1.058                                       | 1.058                                       |
| 2011 | 2011                                        |                                             | 978                                         | 978                                         |
| 2015 | 2015                                        |                                             | 990                                         | 990                                         |
| 2020 | 2020                                        |                                             | 968                                         | 968                                         |
| Datenquelle: Historisches Gemeindeverzeichnis für Hessen: Die Bevölkerung der Gemeinden 1834 bis 1967. Wiesbaden: Hessisches Statistisches Landesamt, 1968. Weitere Quellen: LAGIS; nach 1970: Gemeinde Sinntal; Zensus 2011 |                                             |                                             |                                             |                                             |

### Historische Religionszugehörigkeit
| • 1885: | 889 evangelische (= 96,32 %), 6 katholische (= 0,65 %), 28 jüdische (= 3,03 %) Einwohner |
| • 1961: | 921 evangelische (= 94,75 %), 30 katholische (= 3,09 %) Einwohner                        |

## Politik
Bürgermeister der Gemeinde Oberzell vor der Gebietsreform
| Amtszeiten | Name             |
| ---------- | ---------------- |
| 1860–1877  | Konrad Kühlthau  |
| 1877–1911  | Philipp Christ   |
| 1911–1924  | Johannes Christ  |
| 1924–1930  | Wilhelm Behacker |
| 1930–1933  | Nikolaus Fehl    |
| 1933–1945  | Johannes Malkmus |
| 1945–1949  | Heinrich Christ  |
| 1949–1951  | Heinrich Lins    |
| 1951–1968  | Konrad Manns     |
| 1968–1974  | Konrad Dorn      |

## Bildung
Die Alfred-Kühnert-Schule, benannt nach dem Heimatforscher Alfred Kühnert, ist die Grundschule des Ortes. In dieser Zwergschule werden 18 Grundschüler in zwei Klassen (1./2. und 3./4. Klasse) unterrichtet.

## Persönlichkeiten
- Karl Kühlthau (1826–1894), Bürgermeister und Mitglied der kurhessischen Ständeversammlung